# U-123
O Unterseeboot 123 foi um submarino alemão que serviu na Kriegsmarine durante a Segunda Guerra Mundial.
O submarino foi retirado do serviço ativo em Lorient, França, no dia 17 de Junho de 1944. Foram abertos buracos no casco para afundar no dia 19 de Agosto de 1944.
Foi tomado pelas forças francesas em 1945 e se tornou o Submarino francês. Retirado de serviço no dia 18 de Agosto de 1959 como sendo o Blaison (Q-165).

## Comandantes
| Comandante                   | Período                                   |
| ---------------------------- | ----------------------------------------- |
| Kptlt. Karl-Heinz Moehle     | 30 de Maio de 1940 - 19 de Maio de 1941   |
| Kptlt. Reinhard Hardegen     | 19 de Maio de 1941 - 31 de Julho de 1942  |
| Oblt.zS. Horst von Schroeter | 1 de Agosto de 1942 - 17 de Junho de 1944 |

Kptlt. (Kapitänleutnant) - Capitão-tenente 

Oblt.zS. (Oberleutnant) - Primeiro-tenente

## Carreira

### Subordinação
| Período                                  | Flotilha                  |
| ---------------------------------------- | ------------------------- |
| 30 de Maio de 1940 - 1 de Agosto de 1944 | 2. Unterseebootsflottille |

### Patrulhas

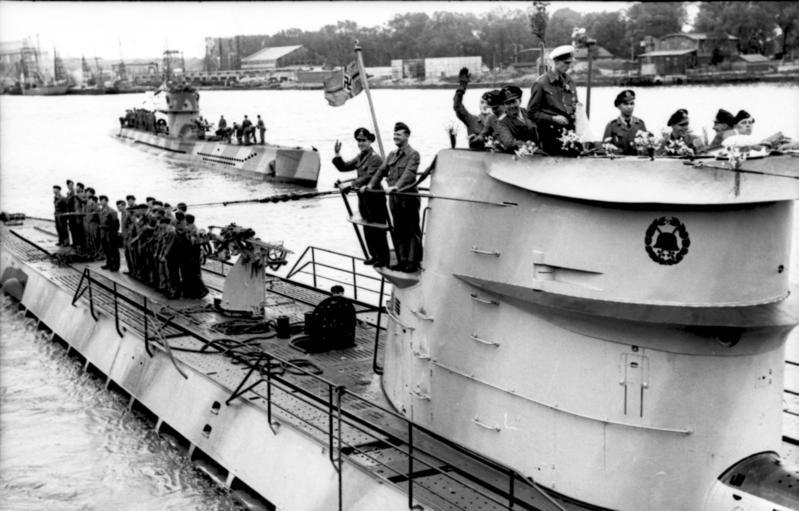
U-123 na base de Lorient (junho de 1941).

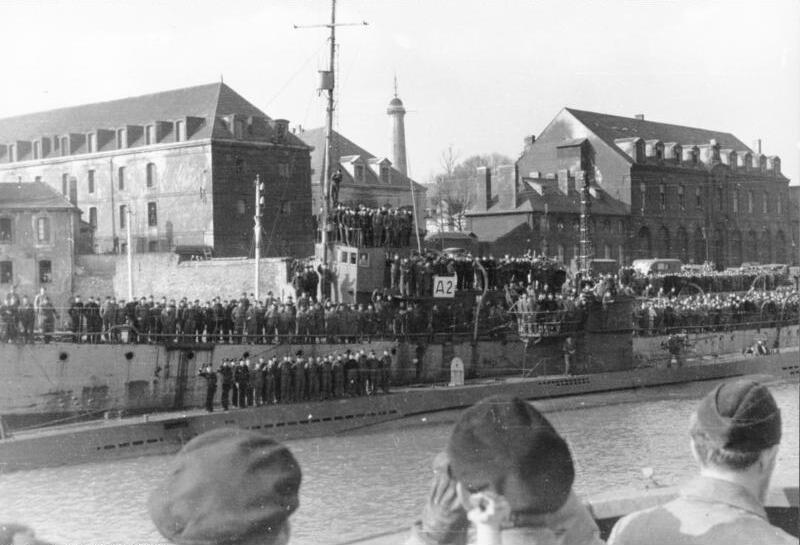
U-123 na base de Lorient (fevereiro de 1942).

|       | Comandante                   | Partida     | Partida      | Chegada     | Chegada      | Dias     | Toneladas |
| ----- | ---------------------------- | ----------- | ------------ | ----------- | ------------ | -------- | --------- |
| 1     | Kptlt. Karl-Heinz Moehle     | 21 Set 1940 | Kiel         | 23 Out 1940 | Lorient      | 33       | 25 878    |
| 2     | Kptlt. Karl-Heinz Moehle     | 14 Nov 1940 | Lorient      | 28 Nov 1940 | Lorient      | 15       | 25 676    |
| 3     | Kptlt. Karl-Heinz Moehle     | 14 Jan 1941 | Lorient      | 28 Fev 1941 | Lorient      | 46       | 22 186    |
| 4     | Kptlt. Karl-Heinz Moehle     | 10 Abr 1941 | Lorient      | 11 Mai 1941 | Lorient      | 32       | 6 991     |
|       | Kptlt. Reinhard Hardegen     | 8 Jun 1941  | Lorient      | 12 Jun 1941 | Lorient      | 5        |           |
| 5     | Kptlt. Reinhard Hardegen     | 15 Jun 1941 | Lorient      | 23 Ago 1941 | Lorient      | 70       | 21 507    |
| 6     | Kptlt. Reinhard Hardegen     | 14 Out 1941 | Lorient      | 22 Nov 1941 | Lorient      | 40       | 13 984    |
| 7     | Kptlt. Reinhard Hardegen     | 23 Dez 1941 | Lorient      | 9 Fev 1942  | Lorient      | 49       | 57,627    |
| 8     | Kptlt. Reinhard Hardegen     | 2 Mar 1942  | Lorient      | 2 Mai 1942  | Lorient      | 62       | 64 227    |
|       | Kptlt. Reinhard Hardegen     | 16 Mai 1942 | Lorient      | 24 Mai 1942 | Bergen       | 9        |           |
|       | Kptlt. Reinhard Hardegen     | 25 Mai 1942 | Bergen       | 26 Mai 1942 | Kristiansand | 2        |           |
|       | Kptlt. Reinhard Hardegen     | 26 Mai 1942 | Kristiansand | 27 Mai 1942 | Aarhus       | 2        |           |
|       | Kptlt. Reinhard Hardegen     | 28 Mai 1942 | Aarhus       | 29 Mai 1942 | Kiel         | 2        |           |
|       | Kptlt. Reinhard Hardegen     | 3 Jun 1942  | Kiel         | 5 Jun 1942  | Stettin      | 3        |           |
| 9     | Oblt.zS. Horst von Schroeter | 5 Dez 1942  | Kiel         | 6 Fev 1943  | Lorient      | 64       | 10 453    |
| 10    | Oblt.zS. Horst von Schroeter | 13 Mar 1943 | Lorient      | 8 Jun 1943  | Lorient      | 88       | 28 855    |
|       | Oblt.zS. Horst von Schroeter | 1 Ago 1943  | Lorient      | 5 Ago 1943  | Lorient      | 5        |           |
| 11    | Oblt.zS. Horst von Schroeter | 16 Ago 1943 | Lorient      | 7 Nov 1943  | Lorient      | 84       |           |
|       | Oblt.zS. Horst von Schroeter | 29 Dez 1943 | Lorient      | 30 Dez 1943 | Lorient      | 2        |           |
| 12    | Oblt.zS. Horst von Schroeter | 9 Jan 1944  | Lorient      | 24 Abr 1944 | Lorient      | 107      |           |
| Total | Total                        | Total       | Total        | Total       | Total        | 690 dias | 277 384 t |

### Navios afundados e danificados
- 42 navios afundados num total de 219 924 GRT
- 1 navio de guerra auxiliar afundado num total de 3 209 GRT
- 1 navio de guerra afundado num total de 683 toneladas
- 5 navios danificados num total de 39 584 GRT
- 1 navio de guerra auxiliar afundado num total de 13 984 GRT [2]

| Data        | Comandante          | Nome da Embarcação              | Toneladas | Nacionalidade              | Comboio |
| ----------- | ------------------- | ------------------------------- | --------- | -------------------------- | ------- |
| 6 Out 1940  | Karl-Heinz Moehle   | Benlawers                       | 5 943     | Reino Unido                | OB-221  |
| 10 Out 1940 | Karl-Heinz Moehle   | Graigwen                        | 3 697     | Reino Unido                | SC-6    |
| 19 Out 1940 | Karl-Heinz Moehle   | Boekelo                         | 2 118     | Países Baixos              | SC-7    |
| 19 Out 1940 | Karl-Heinz Moehle   | Clintonia                       | 3 106     | Reino Unido                | SC-7    |
| 19 Out 1940 | Karl-Heinz Moehle   | Sedgepool                       | 5 556     | Reino Unido                | SC-7    |
| 19 Out 1940 | Karl-Heinz Moehle   | Shekatika                       | 5 458     | Reino Unido                | SC-7    |
| 22 Nov 1940 | Karl-Heinz Moehle   | Cree                            | 4 791     | Reino Unido                | SL-53   |
| 23 Nov 1940 | Karl-Heinz Moehle   | Anten                           | 5 135     | Suécia                     | OB-244  |
| 23 Nov 1940 | Karl-Heinz Moehle   | King Idwal                      | 5 115     | Reino Unido                | OB-244  |
| 23 Nov 1940 | Karl-Heinz Moehle   | Oakcrest                        | 5 407     | Reino Unido                | OB-244  |
| 23 Nov 1940 | Karl-Heinz Moehle   | Tymeric                         | 5 228     | Reino Unido                | OB-244  |
| 24 Jan 1941 | Karl-Heinz Moehle   | Vespasian                       | 1 570     | Noruega                    |         |
| 4 Fev 1941  | Karl-Heinz Moehle   | Empire Engineer                 | 5 358     | Reino Unido                | SC-20   |
| 15 Fev 1941 | Karl-Heinz Moehle   | Alnmoor                         | 6 573     | Reino Unido                | SC-21   |
| 24 Fev 1941 | Karl-Heinz Moehle   | Grootekerk                      | 8 685     | Países Baixos              |         |
| 17 Abr 1941 | Karl-Heinz Moehle   | Venezuela                       | 6 991     | Suécia                     |         |
| 20 Jun 1941 | Reinhard Hardegen   | SS Ganda                        | 4 333     | Portugal                   |         |
| 27 Jun 1941 | Reinhard Hardegen   | Oberon                          | 1 996     | Países Baixos              | SL-78   |
| 27 Jun 1941 | Reinhard Hardegen   | P.L.M. 22                       | 5 646     | SL-78                      |         |
| 29 Jun 1941 | Reinhard Hardegen   | Rio Azul                        | 4 088     | Reino Unido                | SL-78   |
| 4 Jul 1941  | Reinhard Hardegen   | Auditor                         | 5 444     | Reino Unido                | OB-337  |
| 21 Out 1941 | Reinhard Hardegen   | HMS Aurania (F-28) (danificado) | 13 984    | Marinha Real Britânica     | SL-89   |
| 12 Jan 1942 | Reinhard Hardegen   | Cyclops                         | 9 076     | Reino Unido                |         |
| 14 Jan 1942 | Reinhard Hardegen   | Norness                         | 9 577     | Panamá                     |         |
| 15 Jan 1942 | Reinhard Hardegen   | Coimbra                         | 6 768     | Reino Unido                |         |
| 19 Jan 1942 | Reinhard Hardegen   | Ciltvaira                       | 3 779     | Letónia                    |         |
| 19 Jan 1942 | Reinhard Hardegen   | City of Atlanta                 | 5 269     | Estados Unidos             |         |
| 19 Jan 1942 | Reinhard Hardegen   | Malay (danificado)              | 8 206     | Estados Unidos             |         |
| 19 Jan 1942 | Reinhard Hardegen   | Norvana                         | 2 677     | Estados Unidos             |         |
| 25 Jan 1942 | Reinhard Hardegen   | Culebra                         | 3 044     | Reino Unido                | ON-53   |
| 27 Jan 1942 | Reinhard Hardegen   | MV Pan Norway                   | 9 231     | Noruega                    | ON-56   |
| 22 Mar 1942 | Reinhard Hardegen   | Muskogee                        | 7 034     | Estados Unidos             |         |
| 24 Mar 1942 | Reinhard Hardegen   | Empire Steel                    | 8 138     | Reino Unido                |         |
| 27 Mar 1942 | Reinhard Hardegen   | USS Atik (AK-101)               | 3 209     | Marinha dos Estados Unidos |         |
| 2 Abr 1942  | Reinhard Hardegen   | Liebre (danificado)             | 7 057     | Estados Unidos             |         |
| 8 Abr 1942  | Reinhard Hardegen   | Esso Baton Rouge (danificado)   | 7 989     | Estados Unidos             |         |
| 8 Abr 1942  | Reinhard Hardegen   | Oklahoma (danificado)           | 9 264     | Estados Unidos             |         |
| 9 Abr 1942  | Reinhard Hardegen   | Esparta                         | 3 365     | Estados Unidos             |         |
| 11 Abr 1942 | Reinhard Hardegen   | Gulfamerica                     | 8 081     | Estados Unidos             |         |
| 13 Abr 1942 | Reinhard Hardegen   | Korsholm                        | 2 647     | Suécia                     |         |
| 13 Abr 1942 | Reinhard Hardegen   | Leslie                          | 2 609     | Estados Unidos             |         |
| 17 Abr 1942 | Reinhard Hardegen   | Alcoa Guide                     | 4 834     | Estados Unidos             |         |
| 29 Dez 1942 | Horst von Schroeter | Baron Cochrane                  | 3 385     | Reino Unido                | ONS-154 |
| 29 Dez 1942 | Horst von Schroeter | Empire Shackleton (danificado)  | 7 068     | Reino Unido                | ONS-154 |
| 8 Abr 1943  | Horst von Schroeter | MV Castillo Montealegre         | 3 972     | Espanha                    |         |
| 18 Abr 1943 | Horst von Schroeter | Empire Bruce                    | 7 459     | Reino Unido                |         |
| 18 Abr 1943 | Horst von Schroeter | HMS P-615                       | 683       | Marinha Real Britânica     |         |
| 29 Abr 1943 | Horst von Schroeter | Nanking                         | 5 931     | Suécia                     |         |
| 5 Mai 1943  | Horst von Schroeter | Holmbury                        | 4 566     | Reino Unido                |         |
| 9 Mai 1943  | Horst von Schroeter | SS Kanbe                        | 6 244     | Reino Unido                | TS-38   |
| Total       | Total               | Total                           | 277 384 t |                            |         |

SS (steam ship) - navio a vapor 

HMS (Her Majesty's Ship) - prefixo dos navios pertencentes a Marinha Real Britânica, e significa navio de sua Majestade 

MV (motor vessel) - navio a motor 

USS (United States Ship) - prefixo dos navios da US Navy, e significa navio dos Estados Unidos